# 119
119 (сто и деветнадесета) година по юлианския календар е невисокосна година, започваща в събота. Това е 119-а година от новата ера, 119-а година от първото хилядолетие, 19-а година от 2 век, 9-а година от 2-рото десетилетие на 2 век, 10-а година от 110-те години. В Рим е наричана Година на консулството на Адриан и Рустик (или по-рядко – 872 Ab urbe condita, „872-рата година от основаването на града“).

## Събития
- Консули в Рим са император Адриан и Публий Дазумий Рустик.